# Малькольм и Мари
«Малькольм и Мари» (англ. Malcolm & Marie) — американский художественный фильм 2021 года режиссёра Сэма Левинсона в жанре романтической драмы. Главные роли в нём сыграли Джон Дэвид Вашингтон и Зендея. Картина получила неоднозначные отзывы критиков.

## Сюжет
Единственные герои картины — режиссёр Малькольм и его девушка по имени Мари. Вернувшись домой после успешной премьеры фильма Малькольма, они начинают ссориться. Эта ссора становится поводом для того, чтобы вспомнить старые обиды и обсудить множество острых проблем. Малькольм и Мари критикуют друг друга за токсичность отношений, делают резкие заявления о политике и кинокритике.

## В ролях
- Джон Дэвид Вашингтон — Малькольм
- Зендея — Мари

## Производство и премьера
Фильм «Малькольм и Мари» обязан своим появлением паузе в съёмках сериала «Эйфория». Создатель сериала Сэм Левинсон решил использовать появившееся время для создания камерного фильма и за шесть дней написал сценарий психологической драмы с участием всего двух актёров — Джона Дэвида Вашингтона и Зендеи. Лента была снята за две недели в минималистичных декорациях — в одном калифорнийском особняке. Саундтрек создали совместно Левинсон, Вашингтон и Зендея.
Левинсон создал «новую парадигму», благодаря которой проценты от сборов получаются все, кто участвовал в создании фильма. Права на «Малькольма и Мари» купил за 30 миллионов долларов Netflix. Премьера фильма состоялась 5 февраля 2021 года.

## Оценки
Рецензенты отмечают атмосферность фильма, высокое качество операторской работы и актёрской игры. При этом подвергается критике сценарий — за однообразие сюжета, неуместные философские рассуждения героев, наивную критику журналистского сообщества, общую «неуклюжесть», которая, правда, отчасти компенсируется честностью.
На сайте-агрегаторе отзывов Rotten Tomatoes «Малькольм и Мари» получили рейтинг 56 %; рецензенты с этого ресурса констатировали, что многие недостатки фильма компенсируются «химией» между актёрами. Дэвид Эрлих из IndieWire назвал картину «невыносимо великолепной» и поставил ей оценку C+. Уилл Гомперц из BBC News оценил её на 2/5 звёзд, назвав «скучной драмой о семейной паре».